# 人中之龍 ～序章～
《人中之龍 ～序章～》（龍が如く 〜序章〜）是PlayStation 2遊戲《人中之龍》寫實影像化的作品，由《鬼來電》及《妖怪大戰爭》的電影導演三池崇史擔任導演。於2006年3月24日發售DVD。

## 角色
- 桐生一馬 - 船木誠勝
- 錦山彰 - 大澤樹生
- 澤村由美 - 前田綾花
- 堂島宗兵 - 曾根晴美
- 風間新太郎 - 本田博太郎

## 製作人員
- 綜合導演 - 三池崇史
- 監督 - 宮坂武志
- 製作 - Artport

## 連結
- （日語） Artport《人中之龍 ～序章～》介紹網頁 （页面存档备份，存于）